# Dom Książęcy w Jabłonkowie
Dom Książęcy w Jabłonkowie (cz. Knížecí dům v Jablunkově) – dom książęcy znajdujący się w Jabłonkowie, na Śląsku Cieszyńskim; zabytek kultury Republiki Czeskiej.
Jest jednym z najstarszych budynków w Jabłonkowie, pochodzi z epoki renesansu. Znajduje się tuż obok Rynku Mariackiego na początku ulicy Wielebnowskiego. W budynku ma powstać Muzeum Trójstyku Polski, Słowacji oraz Czech.

## Opis
Dom Książęcy w Jabłonkowie to wolnostojący budynek w pierzei ulicy, z gładką fasadą, czterospadowym dachem pokrytym blachą. Pierwotnie dom miał arkadowe podcienia. Przebudowa nastąpiła w XIX wieku.
Najstarsze wzmianki o domu pochodzą z XVI wieku. W tym czasie w domu mieszkała księżna Katarzyna Sydonia, druga żona cieszyńskiego księcia Wacława III Adama. Według legendy budynek połączony jest podziemnym korytarzem z niedalekim kościołem, do którego, po śmierci męża, Katarzyna uczęszczała na mszę świętą. Budynek posiadał także podcienia, które jednak zostały zamurowane. Zachowały się zabytkowe sklepienia.
W drugiej połowie XVII wieku znalazła tutaj schronienie ostatnia przedstawicielka Piastów cieszyńskich, Elżbieta Lukrecja. Ponieważ w 1642 roku Szwedzi zajęli Cieszyn, Elżbieta musiała uciekać do Jabłonkowa. Trzy lata później wyjechała do Rzeczypospolitej Polskiej. Podczas pobytu w Jabłonkowie Elżbieta zyskała duży autorytet, między innymi tym, że zatwierdziła jabłonkowskim rzemieślnikom takie sama prawa, jakie mieli cieszyńscy rzemieślnicy.
W 2017 roku przez miasto Jabłonków we współpracy z Muzeum Ziemi Cieszyńskiej w Czeskim Cieszynie został uchwalony gruntowny remont Domu Książęcego. Zaplanowano odbudowę głównego wejścia, fasady oraz instalację trzech lamp w stylu historycznym. W budynku ma się mieścić Muzeum Trójstyku Polski, Słowacji oraz Czech.

## Galeria

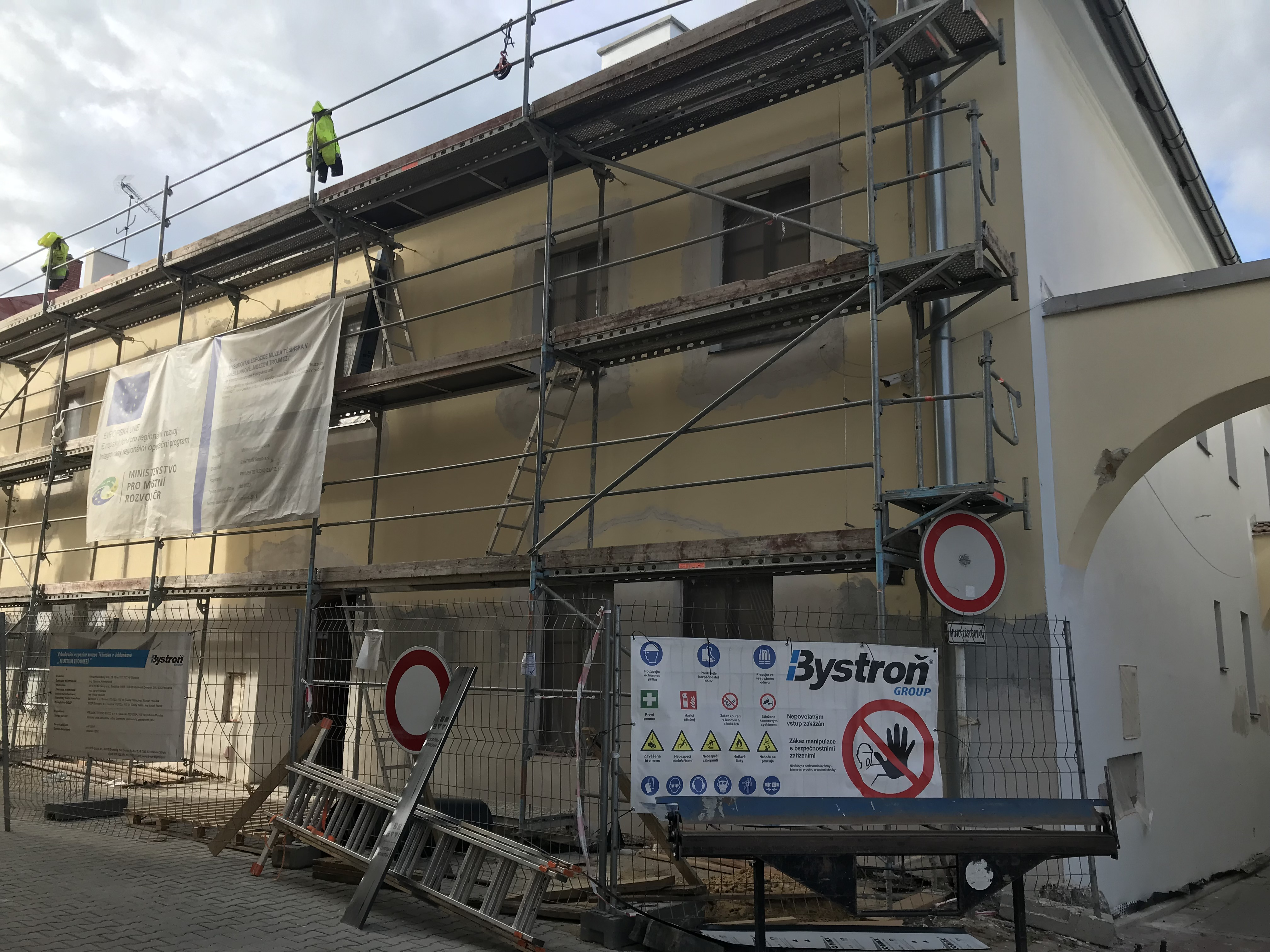
Dom Książęcy w czasie rekonstrukcji
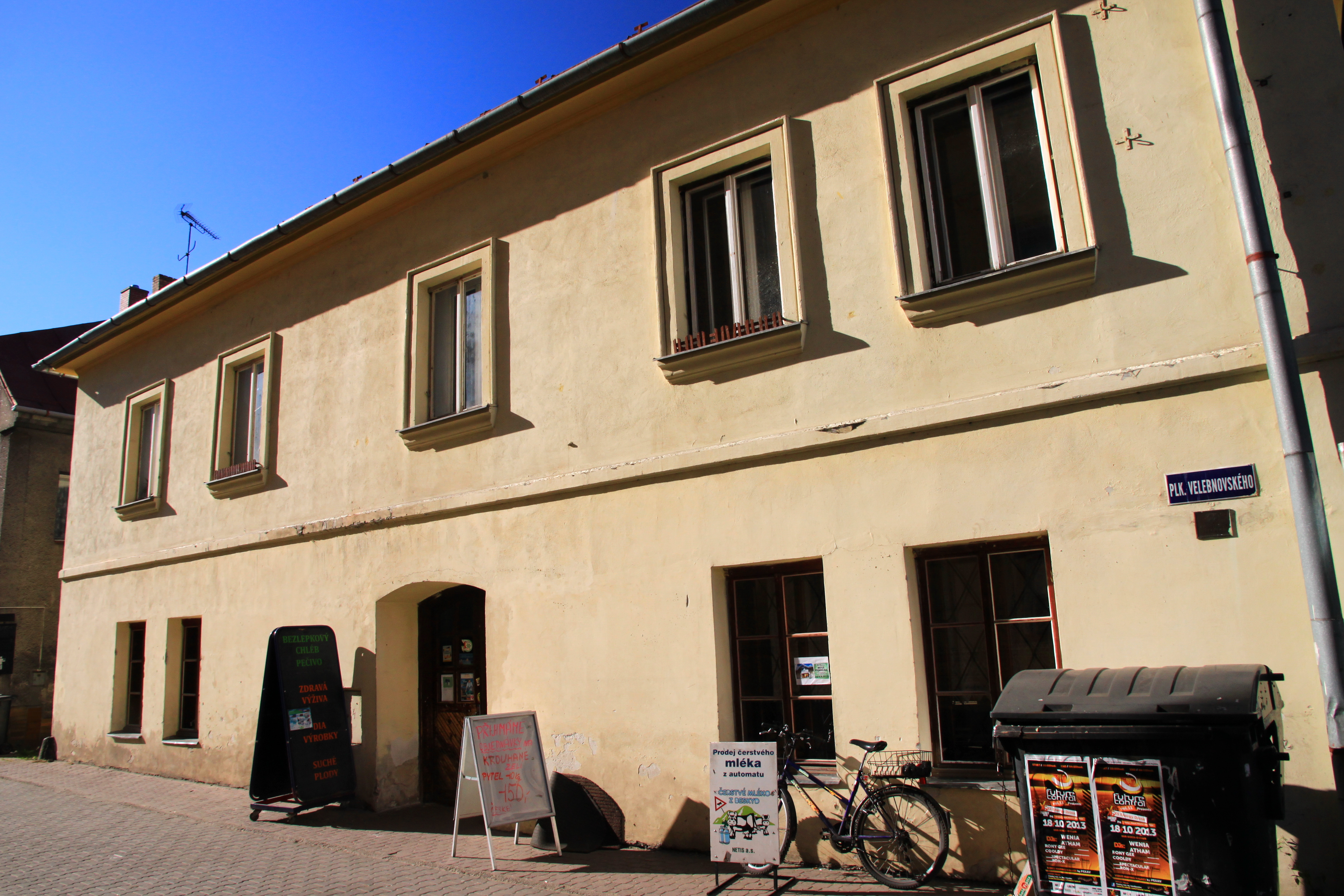
Dom Książęcy, r. 2013 – widoczny sklep
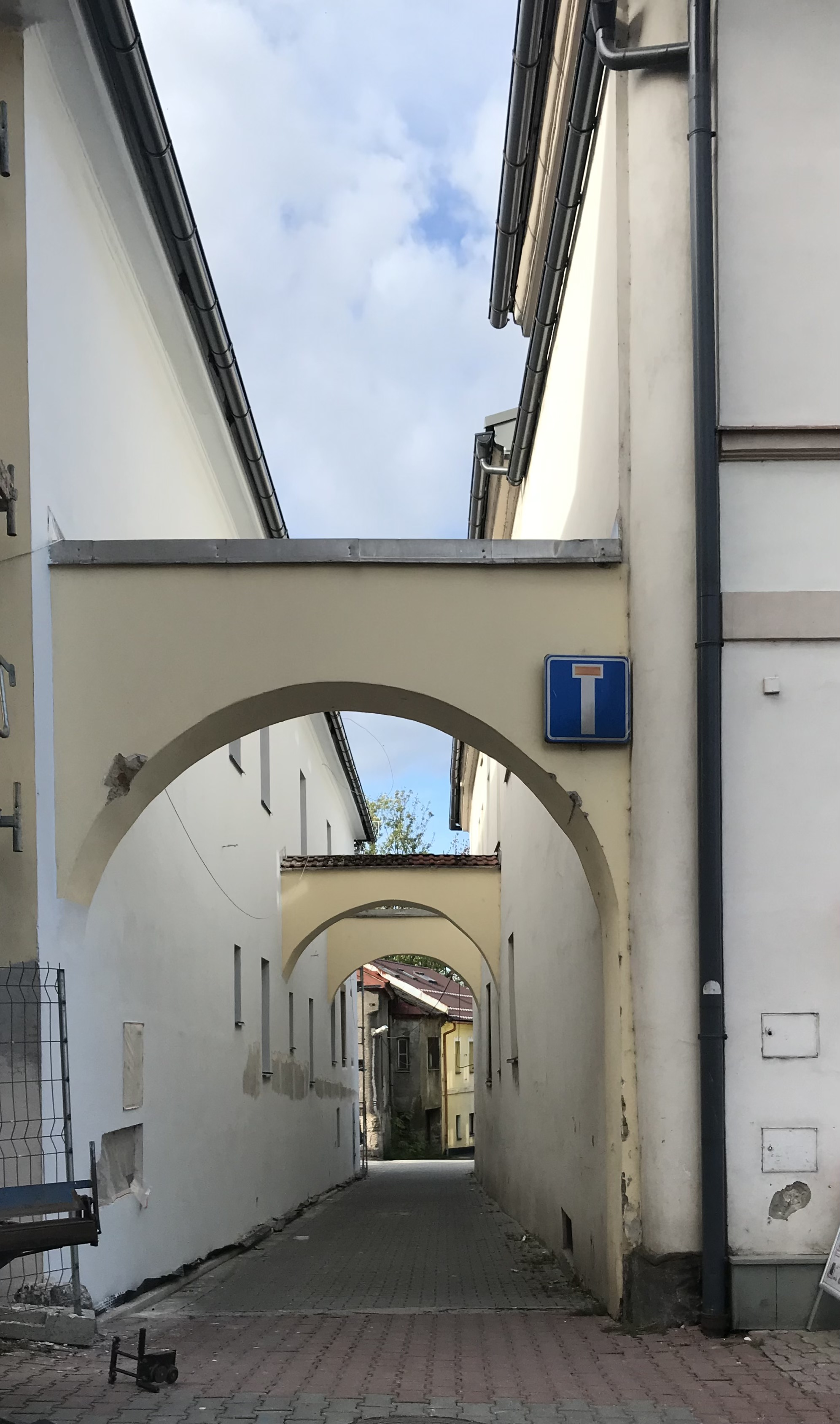
Ulica przy Domu Książęcym z przewiązkami.